# بلوتونيوم-240
البلوتونيوم-240 (بالإنجليزية: Plutonium-240) هو أحد نظائر عنصر البلوتونيوم الذي يتشكل حينما يكتسب النظير بلوتونيوم-239 نيوترونًا إضافيًّا. وقد اكْتُشِف هذا النظير عند رَصْد ظاهرة انشطاره التلقائي سنة 1944م في مختبر لوس ألاموس، وكان لتلك الظاهرة انعكاسات هَامَّة على مشروع مانهاتن.
ويعتبر الانشطار التلقائي طريقة ثانوية لاضمحلال البلوتونيوم-240، وهي تحدث بمعدل قليل ولكنه مؤثر. ويعتبر وجود شوائب من البلوتونيوم-240 في المادة النووية عائقًا أمام استعمالها في القنبلة النووية، وذلك لأن الانشطار التلقائي سيصدر عنه نيوترونات قد تؤدي إلى شَطْر أنوية أخرى من المادة مما سيتولد عنه تفاعل متسلسل قبل أوانه، مما سيؤدي إلى انفجار مُبَكِّر يُبَعْثِر المادة النووية قبل وصولها إلى الكتلة الحرجة المطلوبة لتوليد انفجار بقوة معينة، فمثلًا إن كانت القنبلة من النوع الذي يصل إلى الكتلة الحرجة بضغط المادة النووية باستخدام الانبجار (الانفجار نحو الداخل)، فوجود هذا النظير قد يؤدي إلى بِدْء التفاعل المتسلسل وانفجار المادة النووية وبعثرتها في بداية الانبجار وقبل وصوله ذروته، خاصة عند الأخذ بعين الاعتبار أن التفاعل المتسلسل أسرع بكثير من الانبجار. ويتحول النظير إلى اليورانيوم-236 من خلال اضمحلال ألفا.